# Haus Müntz

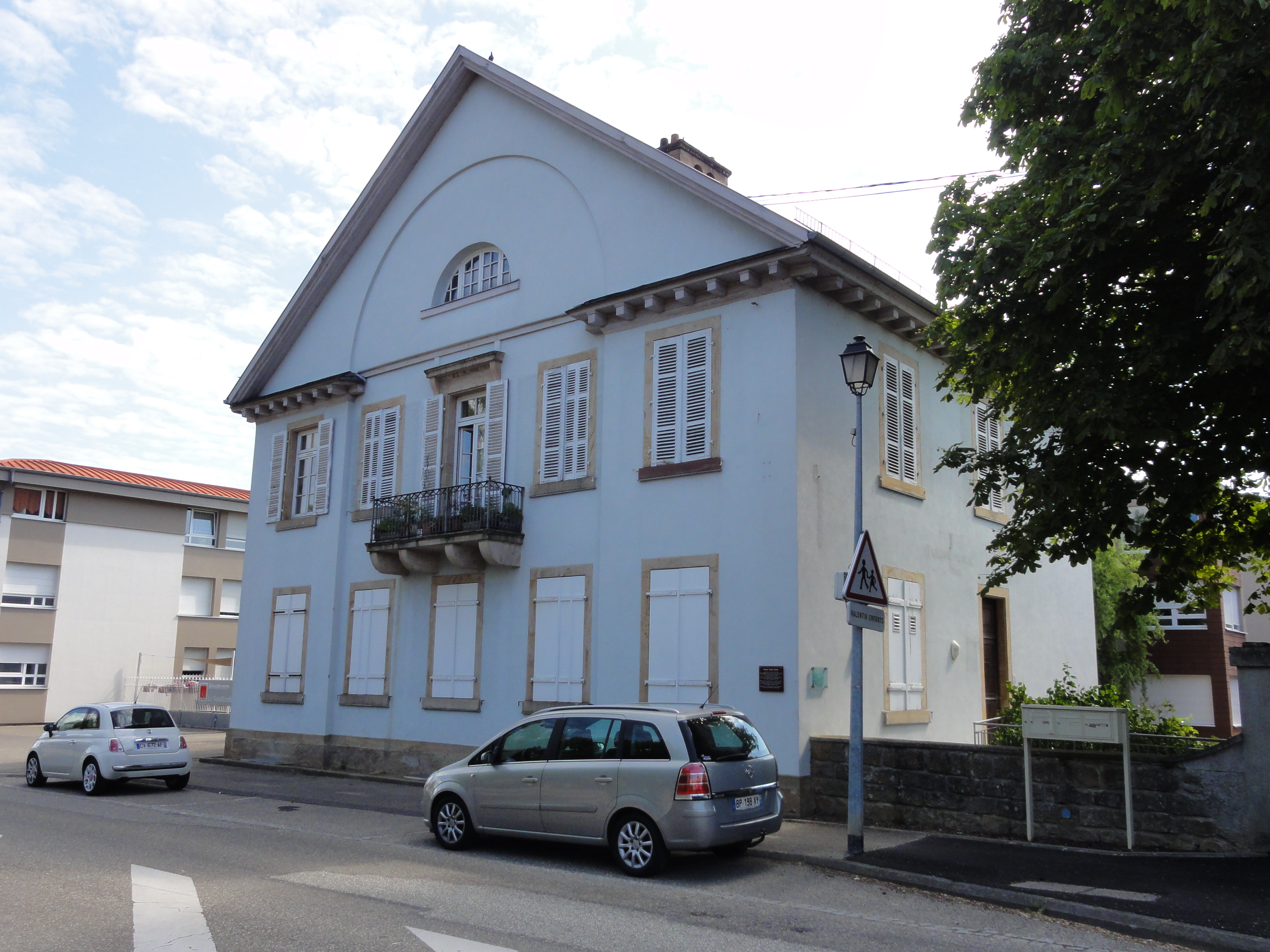
Ansicht des Hauses Müntz von Südwesten

Das Haus Müntz (französisch Maison Müntz) ist ein historisches Bauwerk in der Rue du Docteur-Deutsch 48 in Soultz-sous-Forêts im Unterelsass.

## Geschichte
Das Gebäude wurde 1807 für Frédéric-Philippe Müntz erbaut, möglicherweise nach Plänen von Friedrich Weinbrenner. Es ist seit 1996 als Monument historique registriert.

## Architektur
Der Bau ist in vielen Details, wie Tür und Dachfries aus Holz, bis hin zur unveränderten Gesamtform typisch für die Architektur Weinbrenners.

## Nachweise
1. 1 2  Ein unbekanntes Weinbrenner-Haus im Elsass. In: www.weinbrenner-gesellschaft.de. Abgerufen am 4. Januar 2023.
2. ↑  Maison Müntz in der Base Mérimée des französischen Kulturministeriums (französisch)

Koordinaten: 48° 56′ 18,4″ N, 7° 53′ 4,8″ O